# Heinrich Rudolph von Brackel
Heinrich Rudolph von Brackel (* 18. November 1790; † nach 1848) war königlich-bayerischer Oberst und Oberstkommandant des Chevaulegers-Regiment Nr. 5 sowie Herr Schloss Martherey in der Schweiz.
Er entstammte der kurländischen Linie des baltischen Adelsgeschlechts Brackel. Seine Eltern waren der französische Offizier und Erbherr der Herrschaft Chamblon Heinrich Friedrich von Brackel (* 1764; † nach 1810) und die Henrica von Marnard (* 1767).
Brackel war vermutlich Schüler der Pestalozzischen Erziehungsanstalt zu Yverdon, bevor er sich in bayerische Dienste begab. 1839 wurde er in den bayerischen Freiherrenstand gehoben und erhielt als Oberst 1840 die Stelle des Oberstkommandant des Chevaulegers-Regiment Nr. 5 in Leiningen, welche er bis 1848 innehatte. 
Er war seit 1840 mit Caroline Susanna Rigot von Begnins († 1843) vermählt. Sie trug ihm Schloss Martherey zu. Die Ehe blieb kinderlos, womit durch ihn die kurländische Linie seiner Familie auch beschlossen wurde.